# Fred Klaus
Fred Klaus (ur. 27 lutego 1967 w Eckental) – niemiecki piłkarz występujący na pozycji napastnika. Trener piłkarski. Ojciec Felixa Klausa, także piłkarza.

## Kariera
Klaus karierę rozpoczynał w 1984 roku w drugoligowym zespole 1. FC Nürnberg. W 1985 roku awansował z nim do Bundesligi. Zadebiutował w niej 10 sierpnia 1985 w przegranym 0:1 pojedynku z VfL Bochum, a 15 kwietnia 1986 w przegranym 1:2 spotkaniu z Hamburgerem SV strzelił swojego pierwszego gola w Bundeslidze. W tym samym roku odszedł do drugoligowego FC St. Pauli, którego barwy reprezentował przez dwa lata.
W 1988 roku Klaus przeszedł do pierwszoligowego Hamburgera SV. Pierwszy ligowy mecz rozegrał tam 29 lipca 1988 przeciwko Borussii Dortmund (0:0). W 1989 roku wraz z HSV zajął 4. miejsce w Bundeslidze. W tym samym roku przeniósł się do drugoligowej Herthy BSC, z którą w 1990 roku awansował do Bundesligi.
Na początku 1991 roku Klaus odszedł do drugoligowego VfL Osnabrück, a w 1993 roku spadł z nim do Oberligi. W Osnabrück spędził jeszcze dwa lata. Następnie grał w Preußen Münster, SC Weismain oraz SG Quelle/1860 Fürth, gdzie w 2001 roku zakończył karierę.
W Bundeslidze rozegrał 29 spotkań i zdobył 3 bramki.